# 円教寺 (座間市)

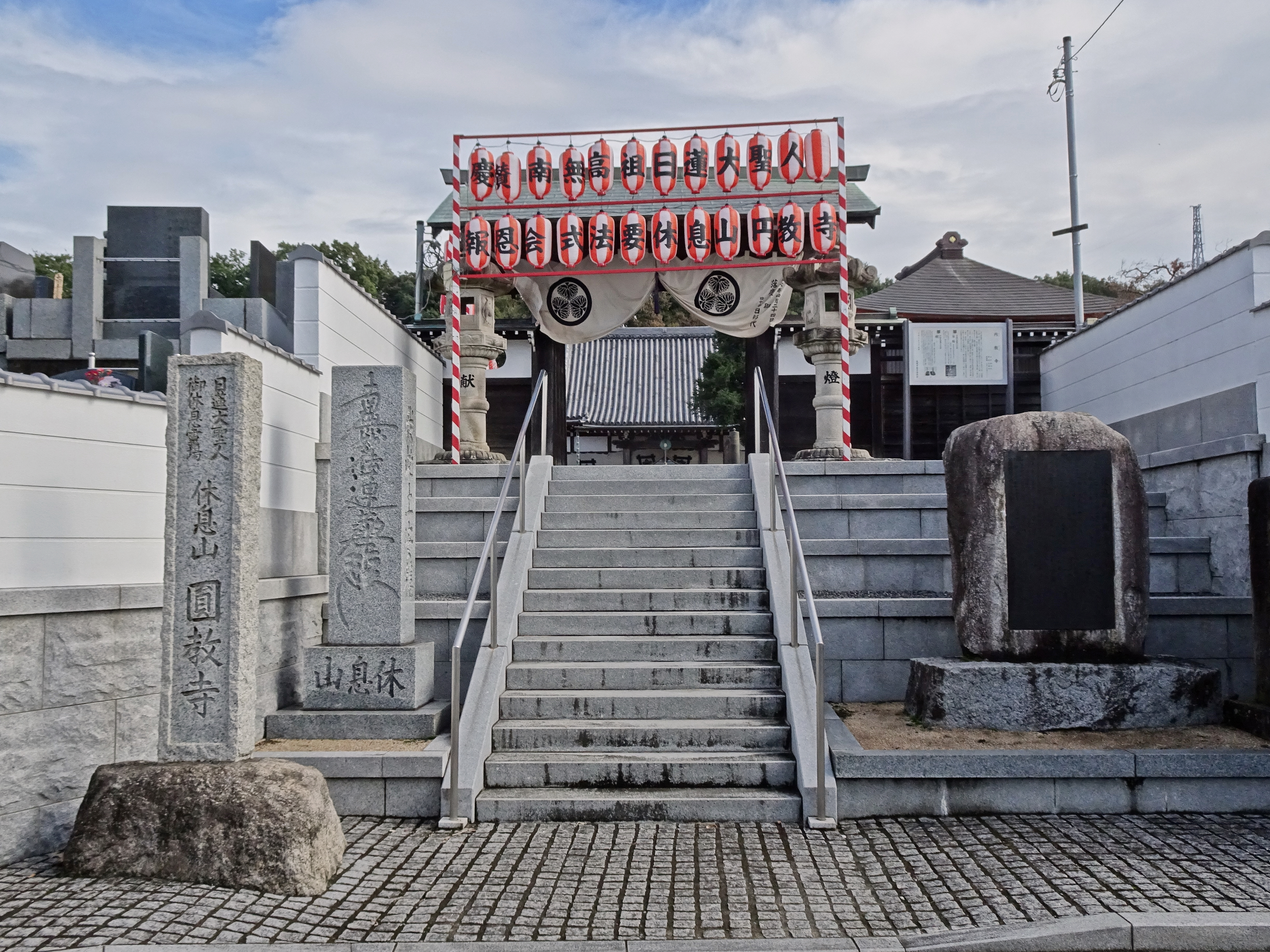
円教寺参道

円教寺（えんぎょうじ）は、神奈川県座間市にある日蓮宗の寺院。号は休息山遠光院。旧本山は大本山本圀寺（六条門流）。達師法縁。

## 歴史
- 文永8年（1271年）、日蓮が龍ノ口刑場（藤沢市片瀬の龍口寺）で斬首の刀が折れ処刑を免れたという龍ノ口法難後、依知（現在の厚木市）の本間重連の館に向かう日蓮を、折れた刀の刀工鈴木弥太郎貞勝が自邸に招き日蓮に帰依して円教坊と名を改めたという。
- 建治元年（1275年）貞勝は自邸を寺に改め、日範を開山、自身を開基として円教寺を建立したという。

## 所蔵の文化財
- 経子仕立紺紙金泥妙法蓮華経 一巻（座間市指定重要文化財、鎌倉時代）
- 鐙 一双（座間市指定重要文化財、室町時代）

## 参考資料
- 日蓮宗寺院大鑑編集委員会『宗祖第七百遠忌記念出版 日蓮宗寺院大鑑』大本山池上本門寺 (1981年)
- 「澁谷庄 座間宿村 圓教寺」『大日本地誌大系』 第38巻新編相模国風土記稿3巻之66村里部高座郡巻之8、雄山閣、1932年8月。NDLJP:1179219/175。